# 獅頭兔

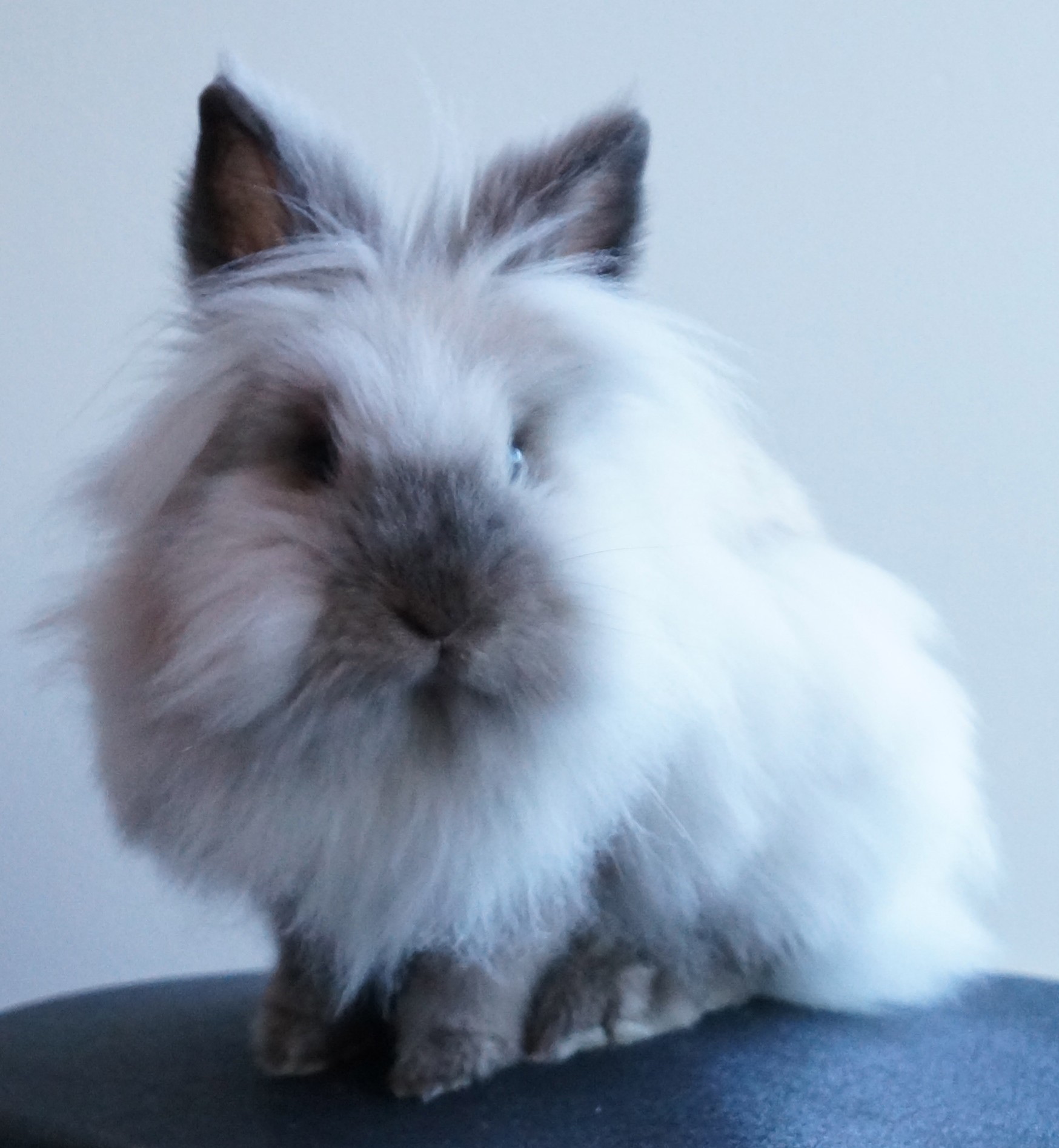
狮头兔最引人注目的是头部周围蓬松的鬃毛（图中是一只双鬃黑点狮头兔）

狮子头（英語：Lionhead rabbit）是一种家兔品种，被英国兔子协会 和美国兔子孕育者协会 认证。顾名思义，狮子头的头部周围有蓬松的鬃毛，让人联想到雄狮。狮子头的其他特征包括高头、紧凑的直立体型、短而毛茸茸的耳朵约长2至3.5英寸（5.1至8.9），体重约2.5至3.75英磅（1.13至1.70）。